# 本多村
本多村（ほんだむら）は、奈良県生駒郡にあった村。
現在の大和郡山市の南部、国道25号の南側、西名阪自動車道・大和まほろばスマートインターチェンジの北側、近鉄橿原線の筒井駅と平端駅の間の区域にあたる。

## 地理
- 河川：大和川

## 歴史
- 1889年（明治22年）4月1日 - 町村制の施行により、今国府村・椎木村・馬司村・池沢村の区域をもって発足。
- 1935年（昭和10年）2月11日 - 平端村と合併して昭和村が発足。同日本多村廃止。

## 交通

### 鉄道路線
大阪電気軌道（現・近畿日本鉄道）橿原線が通過したが、駅は所在しなかった。

### 道路
現在は旧村域に西名阪自動車道の大和まほろばスマートインターチェンジが所在するが、当時は未開通。